# Zelfy Nazary
Zelfy Nazary est un footballeur international afghan né le 1er janvier 1995. Il évolue au poste de milieu de terrain au St Alban Saints SC.

## Biographie

### En club
Formé au Balcatta FC, il y commence sa carrière senior en 2015 en NPL Australie-Occidentale.
En janvier 2017, il rejoint le Floreat Athena FC qui évolue dans la même division. Il marque son premier but le 6 mai 2017 lors d'une victoire 5-1 face à Joondalup United.
En janvier 2018, il s'engage avec l'Olympic FC en NPL Queensland. Il atteint la finale du championnat.
En juin 2019, il rejoint le Western Pride FC.Il marque la première fois à l'occasion d'un triplé, le 6 juillet 2019, lors d'une victoire 6-0 face au Sunshine Coast FC.Le club termine relégable.
Durant l'hiver 2020, il rejoint le Dandenong Thunder SC en NPL Victoria. Il dispute son premier match à l'occasion du derby face à Dandenong City SC le 15 février (victoire 3-2).
En avril 2021, il s'engage avec St Alban Saints SC qui évolue dans le même championnat. Il joue sa première rencontre sous ses nouvelles couleurs le 2 mai face à l'Avondale FC (défaite 3-0).

### En équipe nationale
Il reçoit sa première sélection en équipe d'Afghanistan le 19 août 2018, en amical contre la Palestine (match nul 0-0). 
Il participe ensuite aux éliminatoires du Mondial 2022. À cette occasion, il marque son premier but international le 14 novembre 2019 face à l'Inde (match nul 1-1).

## Statistiques

### Buts en sélection
| Liste des buts internationaux de Zelfy Nazary | Liste des buts internationaux de Zelfy Nazary | Liste des buts internationaux de Zelfy Nazary | Liste des buts internationaux de Zelfy Nazary | Liste des buts internationaux de Zelfy Nazary | Liste des buts internationaux de Zelfy Nazary | Liste des buts internationaux de Zelfy Nazary             |
| N°                                            | Date                                          | Lieu                                          | Adversaire                                    | Score                                         | Résultat                                      | Compétition                                               |
| --------------------------------------------- | --------------------------------------------- | --------------------------------------------- | --------------------------------------------- | --------------------------------------------- | --------------------------------------------- | --------------------------------------------------------- |
| 1.                                            | 14 novembre 2019                              | Stade Pamir, Douchanbé, Tadjikistan           | Inde                                          | 1–0                                           | 1–1                                           | Deuxième tour des éliminatoires de la Coupe du monde 2022 |

### Sélections
| Liste des sélections de Zelfy Nazary | Liste des sélections de Zelfy Nazary | Liste des sélections de Zelfy Nazary                         | Liste des sélections de Zelfy Nazary | Liste des sélections de Zelfy Nazary | Liste des sélections de Zelfy Nazary                      | Liste des sélections de Zelfy Nazary | Liste des sélections de Zelfy Nazary                             |
| N°                                   | Date                                 | Lieu                                                         | Adversaire                           | Résultat                             | Compétition                                               | But                                  | Notes                                                            |
| ------------------------------------ | ------------------------------------ | ------------------------------------------------------------ | ------------------------------------ | ------------------------------------ | --------------------------------------------------------- | ------------------------------------ | ---------------------------------------------------------------- |
| 1.                                   | 19 août 2018                         | Afghanistan Football Federation Stadium, Kaboul, Afghanistan | Palestine                            | 0-0                                  | Match amical                                              |                                      | Entre en jeu à la place de Milad Intezar à la 77e minute de jeu. |
| 2.                                   | 7 juin 2019                          | Stade Pamir, Douchanbé, Tadjikistan                          | Tadjikistan                          | 1-1                                  | Match amical                                              |                                      | Entre à la place d'Omran Haydary à la 75e minute de jeu.         |
| 3.                                   | 10 octobre 2019                      | Stade Al-Seeb, Sib, Oman                                     | Oman                                 | 3-0                                  | Deuxième tour des éliminatoires de la Coupe du monde 2022 |                                      | Titulaire.                                                       |
| 4.                                   | 14 novembre 2019                     | Stade Pamir, Douchanbé, Tadjikistan                          | Inde                                 | 1-1                                  | Deuxième tour des éliminatoires de la Coupe du monde 2022 | 1                                    | Titulaire.                                                       |
| 5.                                   | 19 novembre 2019                     | Stade Pamir, Douchanbé, Tadjikistan                          | Qatar                                | 1-0                                  | Deuxième tour des éliminatoires de la Coupe du monde 2022 |                                      | Titulaire.                                                       |
| 6.                                   | 1er juin 2022                        | Stade Thống Nhất, Hô Chi Minh-Ville, Viêt Nam                | Viêt Nam                             | 2-0                                  | Match amical                                              |                                      | Entre à la place de David Najem à la 77e minute de jeu.          |
| 7.                                   | 8 juin 2022                          | Salt Lake Stadium, Calcutta, Inde                            | Hong Kong                            | 2-1                                  | Troisième tour des éliminatoires de la Coupe d'Asie 2023  |                                      | Titulaire.                                                       |
| 8.                                   | 14 juin 2022                         | Salt Lake Stadium, Calcutta, Inde                            | Cambodge                             | 2-2                                  | Troisième tour des éliminatoires de la Coupe d'Asie 2023  |                                      | Titulaire.                                                       |

## Palmarès
- NPL Queensland
  - Vice-champion : 2018